# Seán Ronayne
Seán Ronayne, (Cobh, County Cork, 1988) is een Iers ornitholoog en schrijver. Met zijn autobiografie Nature Boy: A Journey of Birdsong and Belonging, gepubliceerd in 2024, won Ronayne een Irish Book Award 2024 in de categorie 'Biografie'

## Biografie
Ronayne is geboren in 1988 in Cork. Hij was al jong gefascineerd door vogels. Hij werd al als klein kind door zijn vader meegenomen naar de bossen. Zijn vader deed voor hem vogelgeluiden na om hem tot rust te brengen. In 2009 hield hij een blog bij over vogelen. Na de middelbare school Coláiste Muire in Cobh studeerde hij zoölogie aan het University College Cork en behaalde hij masters in mariene biologie en Ecological Impact Assessment.  Zijn interesse in ornithologie werd dieper toen hij een tijd in zijn eentje in de Pyreneeën van Catalonië woonde.
Hij is met name gefascineerd door vogelzang, en heeft zich ten doel gesteld geluiden op te nemen van alle ongeveer 200 vogelsoorten in Ierland. Hij heeft twee albums met vogelgeluiden uitgebracht, waarvan een kwart van de opbrengst naar BirdWatch Ireland gaat (een partner van BirdLife International): het album Wild Silence, uitgekomen op 26 mei 2024 en het album Hope, uitgekomen op 21 oktober 2024.
In 2024 kwam een documentaire van 52 minuten over Ronayne uit, Birdsong, geregisseerd door Kathleen Harris en geproduceerd door Ross Whitaker en Aideen O'Sullivan voor True Films. Birdsong won de juryprijs op het Ménigoute International Ornithological Film Festival en de publieksprijs op het British & Irish Film Festival Luxembourg.
Met zijn autobiografie Nature Boy: A Journey of Birdsong and Belonging, gepubliceerd in 2024, won Ronayne een Irish Book Award 2024 in de categorie 'Biografie'. In het boek schrijft hij over vogelen en ornithologie en over zijn leven met autisme en ADHD.
Ronayne geeft regelmatig lezingen over vogels en ecologie in Ierland. Door zijn optredens, ook in podcasts en in talkshows, is hij Ierlands meest bekende levende ornitholoog.

## Persoonlijk
Ronayne woonde van 2018 tot 2020 met zijn Catalaanse partner Alba in Barcelona. In 2020 verhuisden ze terug naar Ierland. In oktober 2024 werd hun dochter geboren in Dublin.